# Adem Rusinovci
Adem Rusinovci (Pristina, antigua Yugoslavia —actual Serbia—, 10 de septiembre de 1967) es un escultor serbio-kosovar.

## Datos biográficos
Se licenció en 1995 en la Academia de Artes Figurativas en la especialidad de escultura en Pristina, en la clase del profesor Agim Çavdarbasha. Bajo la tutela del mismo profeso,r recibió cursos de postgrado hasta 1997.
Es miembro de la KAFA (Kosova's Figurative Artists Association) desde 1995. En 2000 fue profesor asistente de procesamiento de materiales en la Facultad de Artes y desde 2005 ha expuesto como profesor en la escuela en la Academia de Artes de Pristina.

## Exposiciones
En 2009 exposición colectiva con el título: Balkandemokraci Ester teil Kosova-Bregenz Palais Thurn und Taxis en Bregenz , Austria.
Además de exposiciones colectivas ha realizado las siguientes exposiciones individuales:
2005 - Skopje, Museo de Arte contemporáneo, Macedonia 
2004 - Pristina, rectorado de la Universidad de Pristina (con ocasión del Día de Europa)
2002 - Pristina, Facultad de artes, Centro de exposiciones
1998 - Pristina, Café - Galería Koha
1997 - Pristina, Dodona Galería (Exposición de Master Academic, obligatoria)
1995 - Galería Intermedia , Pristina, Kosovo

## Premios
Premio del Salón de Noviembre. 1998, Pristina, Kosovo
Premio del Salón de Junio. 2001

## Obras

### Tallas en madera
- Madre  40 cm x 160 cm. es un ejemplo de las primeras tallas.estas figuras inicialmente tallas en madera en beta vista,

Han evolucionado con la inclusión de nuevos materiales y la inclusión del cromatismo. estéticamente están próximas a los Tótems y al arte de África, dada su contención en la forma del tronco desde el que se talla.
- Ciclista, la madera se compone con otros materiales, a modo de collage, y queda totalmente oculta por el color. (enlace roto disponible en Internet Archive; véase el historial, la primera versión y la última).

### Instalaciones escultóricas
- Installation, Abstract geometrical 2005) instalación de esculturas metálicas presentada en el Museo de Arte Contemporáneo de Skopje.  , se trata de un conjunto escultórico , presentado en un espacio cerrado con iluminación específica. Dentro del grupo se pueden diferenciar piezas de figuras humanas y una pieza muy similar a los "sombreros albaneses" de Naim Iseni

- Figuras con botas de colores[4]

- Fragmentos de Guitarra.[5] Pieza presentada en una exposición compartida con la pintora Enkelejda Shatri. (recuerda a las guitarras cubistas de Picasso)

Las obras de Adem Rusinovci han evolucionado hacia una mixtura entre pintura y escultura muy interesante. Sus obras de pared, son cuadros matéricos como pinturas y coloridos relieves como esculturas. En palabras del mismo autor son espejos de paisajes vividos.
La inclusión de la carga pictórica en esculturas es también muy interesante. La estructura escultórica adquiere nuevas lecturas con la puntual inclusión de la carga pictórica. Estéticamente pueden recordar a las obras de Miquel Barceló o Antoni Tàpies. en un lenguaje propio del material reutilizado o el collage tridimensional.